# Yoshiaki Takaki
Pour les articles homonymes, voir Takaki.
Yoshiaki Takaki (高木 義明, Takaki Yoshiaki) est un homme politique japonais né le 22 décembre 1945 à Shimonoseki. Membre du Parti démocrate du Japon, il est ministre de l'Éducation, de la Culture, des Sports, des Sciences et de la Technologie du 17 septembre 2010 au 2 septembre 2011.